# Яніна (еялет)
39°40′00″ пн. ш. 20°51′00″ сх. д. / 39.66666667° пн. ш. 20.85° сх. д.
Еялет або пашалик Яніна (осман. ایالت یانیه) — адміністративно-територіальна одиниця Османської імперії. Існував у 1670—1867 роках. Утворився з частини еялету Румелія (на теперішніх землях Албанії та Греції). У 1867 році перетворено на вілайєт Яніна.

## Історія
З середини XV ст. Яніна (або тур. Янья) існувала в якості санджака Румейлійського бейлербейства (згодом еялету). Санджакбеї контролювали місцеві албанські та грецькі клани. У 1670 році в результаті реформування утворено самостійний Янінський еялет. До нього увійшла значна частина південноалбанських земель та низка областей Північної Греції (Фессалії). З початку формування провінції до кінця 1770-х років фактичну владу в провінції з отриманням посади паші мав албанський рід Арсланів. Втім, до 1780 року він утратив будь-який вплив.
З 1782 року в пашалику почалися хвилювання, викликані конфліктами з турками і греками. Доволі швидко значної сили набули албанські феодали. Становище османської адміністрації послаблював заколот шкодерського санджакбея Махмуда-паші на півночі Албанії.
У 1788 році, скориставшись з послаблення султанського уряду санджакбей Трикали Алі-паша Тепелєнський захопив Яніну, ставши правителем Янінського пашалика. У 1789 році завдав спільному війську санджакбея Гірокастри та албанських феодалів, зміцнивши власні позиції. Протягом 1790-х років встановлено владу над Південною Албанією. В результаті утворилася фактично незалежна держава, що встановила дипломатичні стосунки з Францією, Російською імперією, намагаючись здобути визнання. Водночас укладено союз з Махмудом-пашею, санджакбея Шкодри. Спроба 1820 році оголосити незалежність призвела до великої війни з Османською імперією. Лише у 1822 році після запеклої боротьби вдалося повалити Алі-пашу та відновити султанську владу в еялеті.
У 1822 році новим пашею призначено Омара Вріоні, який очолив османські війська, що з північно-заходу рушили до колишнього Морейського пашалика, намагаючись придушити грецьке повстання за незалежність. Війська та ресурси еялети використовувалися проти повсталих до 18289 року, коли османський уряд визнав незалежність Греції.
У 1854 році під час Кримської війни почалося повстання греків Епіру та Фессалії, що входили до складу еялету. На їх допомогу рушили війська королівства Греція. Проте під тиском Франції та Великої Британії змушені були відступити. Невдовзі повстання в Янінському еялеті було придушено. У 1867 році в результаті адміністративно-територіальної реформи Танзимату еялет Яніна перетворено на Янінський вілайєт.

## Структура
Еялет складався з 4 санджаків: Яніна (Санджак Паша), Берат, Гірокастра, Арта.

## Національно-релігійний склад
Основними народами, що населяли провінцію були албанці та греки. Також тут мешкали цигани та турки. Мусульмани та християни тривалий час складали рівні частини, проте у XVIII ст. переваги набули за чисельністю саме мусульмани. Таке становище вподальшому призводило до конфліктів на релігійному ґрунті. З утворенням королівства Греція до цього додався національний ґрунт. Водночас у 1-й половині XIX ст. формується албанська національна самосвідомість.